# 1912年ストックホルムオリンピックのオーストリア選手団
1912年ストックホルムオリンピックのオーストリア選手団（1912ねんストックホルムオリンピックのオーストリアせんしゅだん）は、1912年5月5日から7月27日にかけてスウェーデンの首都ストックホルムで開催された1912年ストックホルムオリンピックのオーストリア選手団、およびその競技結果。

## 概要
今大会は銀メダル2個、銅メダル2個の合計4個のメダルを獲得した。

## メダル
| メダル | 選手名                                            | 競技   | 種目             |
| ------ | ------------------------------------------------- | ------ | ---------------- |
| 銀     | フェリックス・パイプス アルトゥール・ツボーツィル | テニス | 男子ダブルス屋外 |